# Зеленолесье
Зеленолесье (до 1938 — Гриклаугкен (нем. Gricklaugken), до 1946 — Бёник (нем. Bönick)) — посёлок в Краснознаменском городском округе Калининградской области. Входил в состав Алексеевского сельского поселения.

## Население
| 1867 | 1885 | 1910 | 1933 | 1939 | 2002 | 2010 |
| ---- | ---- | ---- | ---- | ---- | ---- | ---- |
| 173  | ↘161 | ↘160 | ↗163 | ↗164 | ↘22  | ↗23  |

## История
Прежнее название Гриклаугкен до 1938, Бёник до 1946 года